# Adrenalină și prosperitate
„Adrenalină și prosperitate” (titlu original: „Live Fast and Prosper”) este al 21-lea episod din al șaselea sezon al serialului TV american științifico-fantastic Star Trek: Voyager și al 141-lea episod în total. A avut premiera la 19 aprilie 2000 pe canalul UPN.
Acest episod a fost regizat de Levar Burton, care a regizat alte câteva episoade din acest serial de televiziune. Burton a jucat rolul lui Geordi La Forge, care a apărut pentru prima dată în seria Star Trek: Generația următoare și a rejucat acest rol în episodul „Eternit”.

## Prezentare
Doi șarlatani se dau drept Janeway și Tuvok.

## Actori ocazionali
- Kaitlin Hopkins – Dala / "Kathryn Janeway"
- Gregg Daniel – Mobar / "Tuvok"
- Francis Guinan – Zar / "Chakotay"
- Dennis Cockrum – Orek
- Scott Lincoln – Miner #1
- Timothy McNeil – Miner #2
- Ted Rooney – Varn